# The Kink Kronikles
The Kink Kronikles è una compilation del gruppo rock britannico The Kinks pubblicata solo negli Stati Uniti nel 1972.

## Descrizione
Si tratta di una raccolta concepita appositamente per il mercato statunitense, che raccoglie singoli, B-side, brani sparsi e materiale precedentemente inedito registrato dai The Kinks tra il 1966 e il 1970.

## Storia
La raccolta venne compilata e pubblicata dalla Reprise Records (senza nessun apporto creativo da parte dei Kinks) quando la band si trasferì alla RCA Records nel 1971.

## Accoglienza
Nonostante sia una raccolta e non un disco di materiale originale, nel 2003 l'album è stato inserito alla posizione numero 231 nella lista dei migliori 500 album di sempre redatta dalla rivista Rolling Stone.

## Tracce
Lato 1
1. Victoria – 3:41 (da Arthur (Or the Decline and Fall of the British Empire) — Reprise 6366)
2. The Village Green Preservation Society – 2:49 (da The Kinks Are the Village Green Preservation Society — Reprise 6327)
3. Berkeley Mews – 2:40 (Precedentemente inedita negli Stati Uniti)
4. Holiday In Waikiki – 2:47 (da Face to Face — Reprise 6228)
5. Willesden Green – 2:28 (Precedentemente inedita negli Stati Uniti)
6. This Is Where I Belong – 2:27 (Precedentemente inedita negli Stati Uniti)
7. Waterloo Sunset – 3:21 (da Something Else by the Kinks — Reprise 6279)

Lato 2
1. David Watts – 2:42 (da Something Else by the Kinks)
2. Dead End Street – 3:27 (singolo Reprise 0540)
3. Shangri-La – 5:20 (da Arthur (Or the Decline and Fall of the British Empire))
4. Autumn Almanac – 3:16 (singolo Reprise 0647)
5. Sunny Afternoon – 3:34 (da Face to Face)
6. Get Back In Line – 3:08 (da Lola Versus Powerman and the Moneygoround, Part One — Reprise 6423)
7. Did You See His Name? – 1:56 (Precedentemente inedito)

Lato 3
1. Fancy – 2:30 (da Face to Face)
2. Wonderboy – 2:50 (singolo Reprise 0691)
3. Apeman – 3:57 (da Lola Versus Powerman and the Moneygoround, Part One)
4. King Kong – 3:27 (singolo Reprise 1094)
5. Mr. Pleasant – 3:02 (singolo Reprise 0587)
6. God's Children – 3:19 (singolo Reprise 1017)
7. Death of a Clown – 3:14 (da Something Else by the Kinks)

Lato 4
1. Lola – 4:05 (da Lola Versus Powerman and the Moneygoround, Part One)
2. Mindless Child of Motherhood – 3:13 (B-side del singolo Reprise 0930)
3. Polly – 2:51 (B-side del singolo Reprise 0691)
4. Big Black Smoke – 2:37 (B-side del singolo Reprise 0540)
5. Susannah's Still Alive – 2:22 (singolo solista di Dave Davies - Reprise 0660)
6. She's Got Everything – 3:12 (B-side del singolo Reprise 0762)
7. Days – 2:51 (singolo Reprise 0762)